# 国見山 (熊本県山鹿市菊鹿町)
国見山（くにみやま）は、熊本県山鹿市に位置する筑肥山地の山。標高は1018メートル。

## 概要
山頂は福岡県（八女市）と熊本県の県境付近ではあるが、200-300m程度、熊本県側に入っている。
毎年5月第2日曜日には山開きがあり、安全祈願祭が行われる。

## 植生
- スギ
- モミ
- カエデ
- ミツバツツジ
- シャクナゲ

## 登山路
山鹿市茂田井集落から東に伸びる林道を移動すると登山口がある。登山口から山頂までは1時間強の時間を要する。